# The Test (film 1912)
The Test è un cortometraggio muto del 1912 diretto da Frank E. Montgomery.

## Produzione
Il film fu prodotto dalla Selig Polyscope Company.

## Distribuzione
Distribuito dalla General Film Company, il film - un cortometraggio di una bobina - uscì nelle sale cinematografiche statunitensi il 29 gennaio 1912.